# Komárom–Gúta-vasútvonal
A Komárom–Gúta-vasútvonal egyvágányú, nem villamosított vasútvonal Szlovákia déli részén, a Csallóközben, a Vág mentén. 

## Története
A Gúta és Komárom közötti vasútvonal mint a Komárom–Érsekújvár-vasútvonal szárnyvonala közadakozásból épült. A munkálatokat a Gregersen és Fiai nevű budapesti cég végezte. A rendes forgalom 1914. november 7-én kezdődött a vonalon, de az első mozdony már 1914. április 19-én elindult. A vasútnak eredetileg Komáromot és Vágsellyét kellett volna összekötnie, de pénzügyi problémák (mint a Kis-Dunán átívelő híd drágasága), és az első világháború közbejötte miatt csak a Komárom és Gúta, valamint a Vágsellye és Negyed közötti részek épültek fel. A Gútát Negyeddel összekötő szakasz a mai napig nem készült el. 2003-ban az alacsony kihasználtság miatt a Gúta–Komárom szakaszon a ŽSSK megszüntette az utasforgalmat, 2007-ben pedig a teherforgalmat is. A gútai vasútállomás épületében jelenleg burkolólapok árusítása folyik.

## Az állomások képei

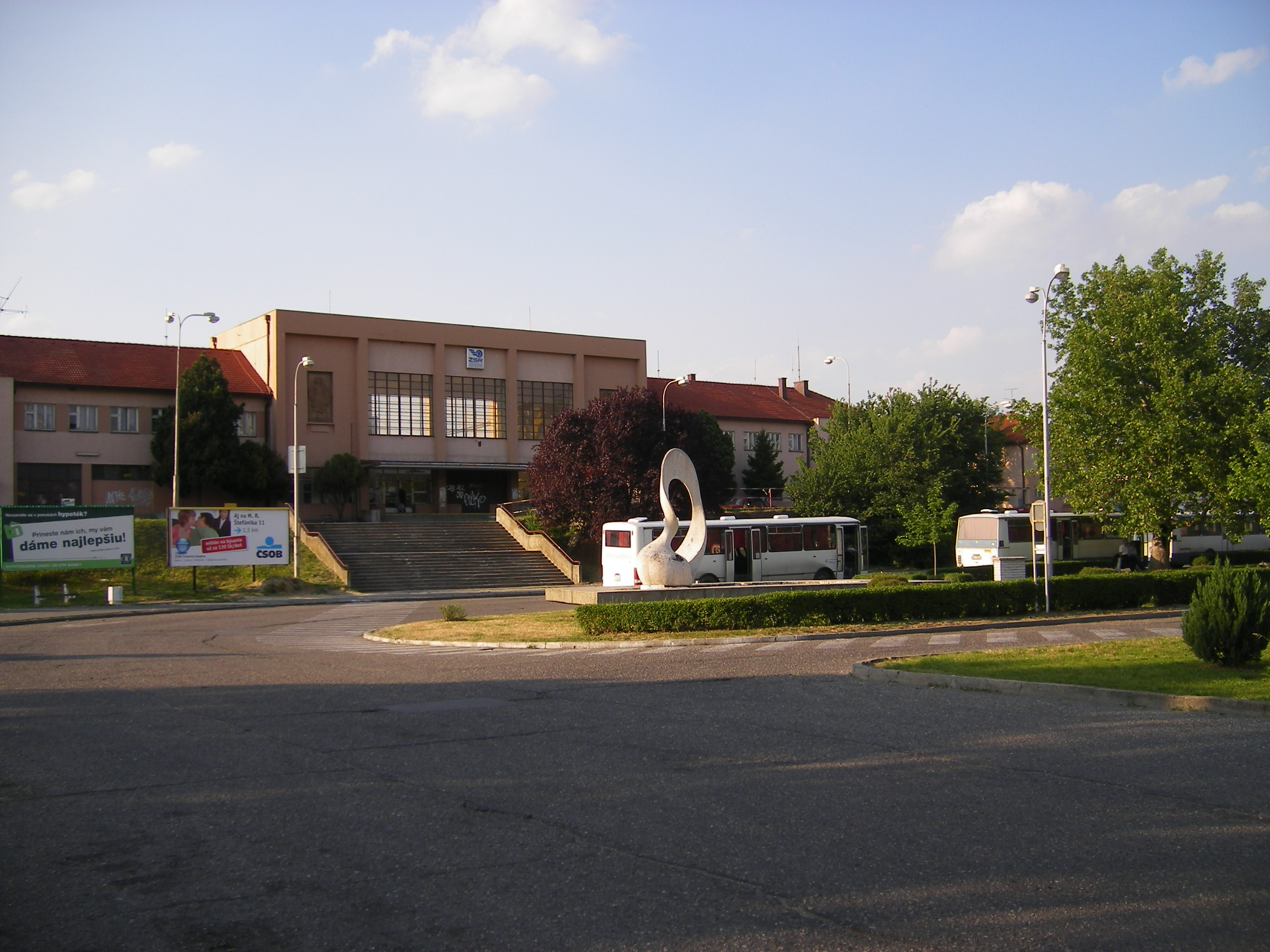
Komárom
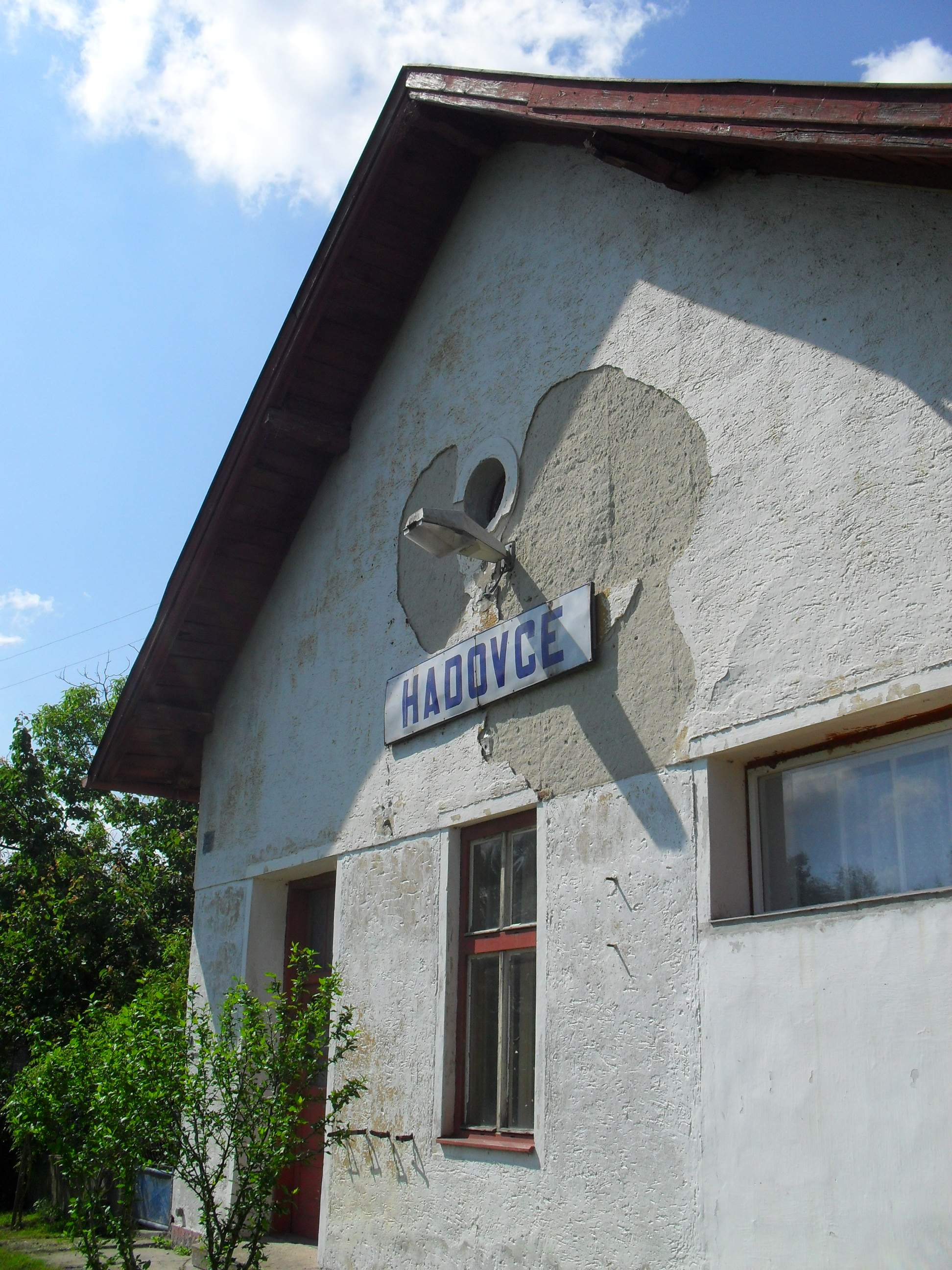
Gadóc
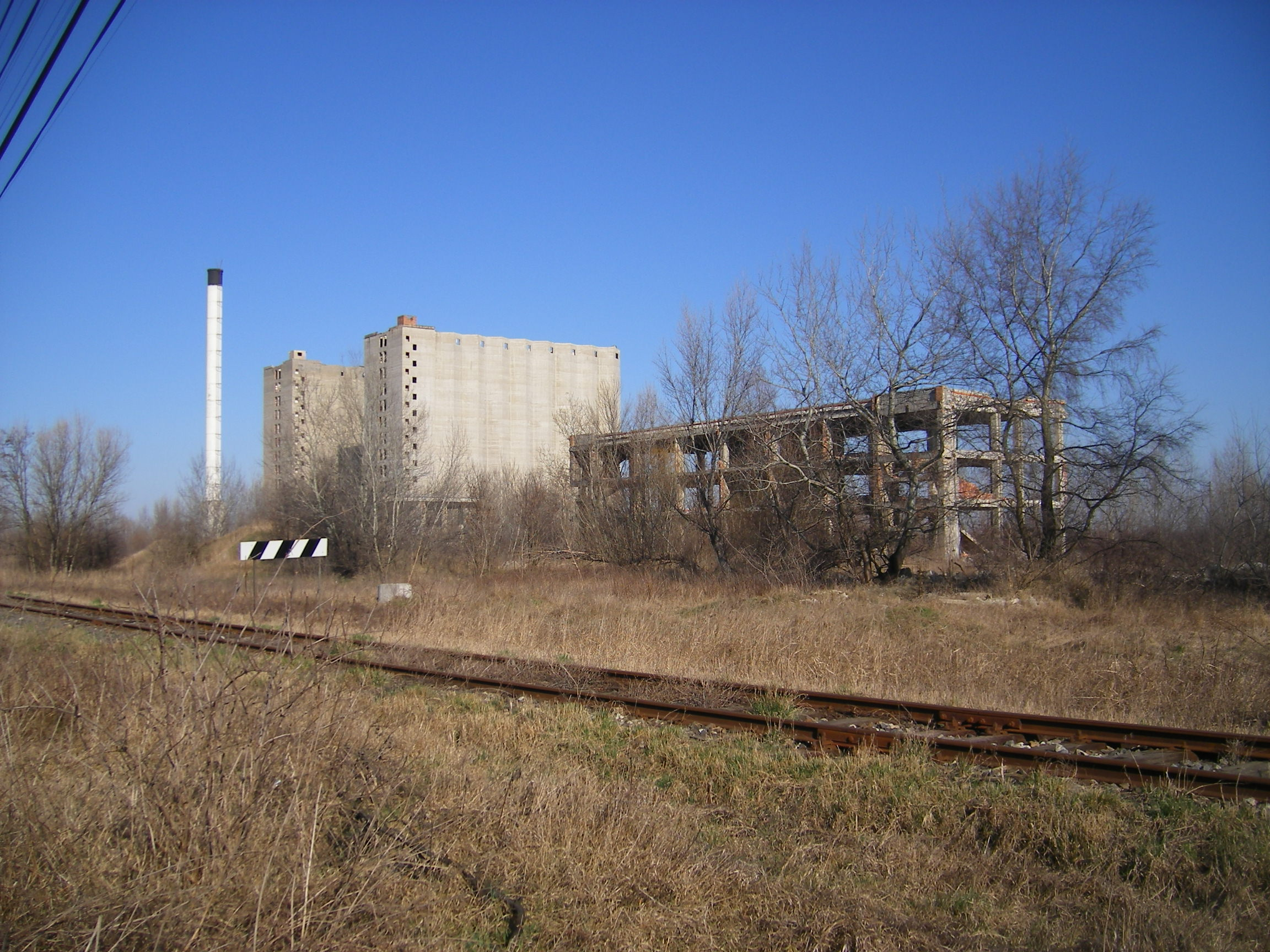
Gadóc, a befejezetlen magtár romjai
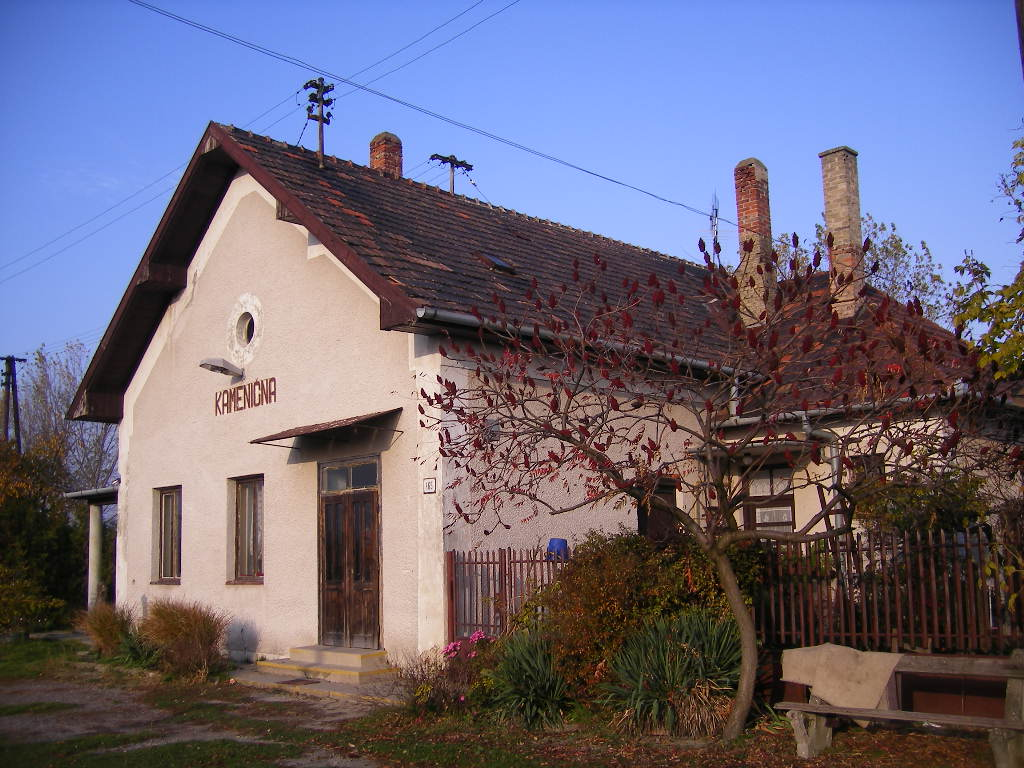
Keszegfalva
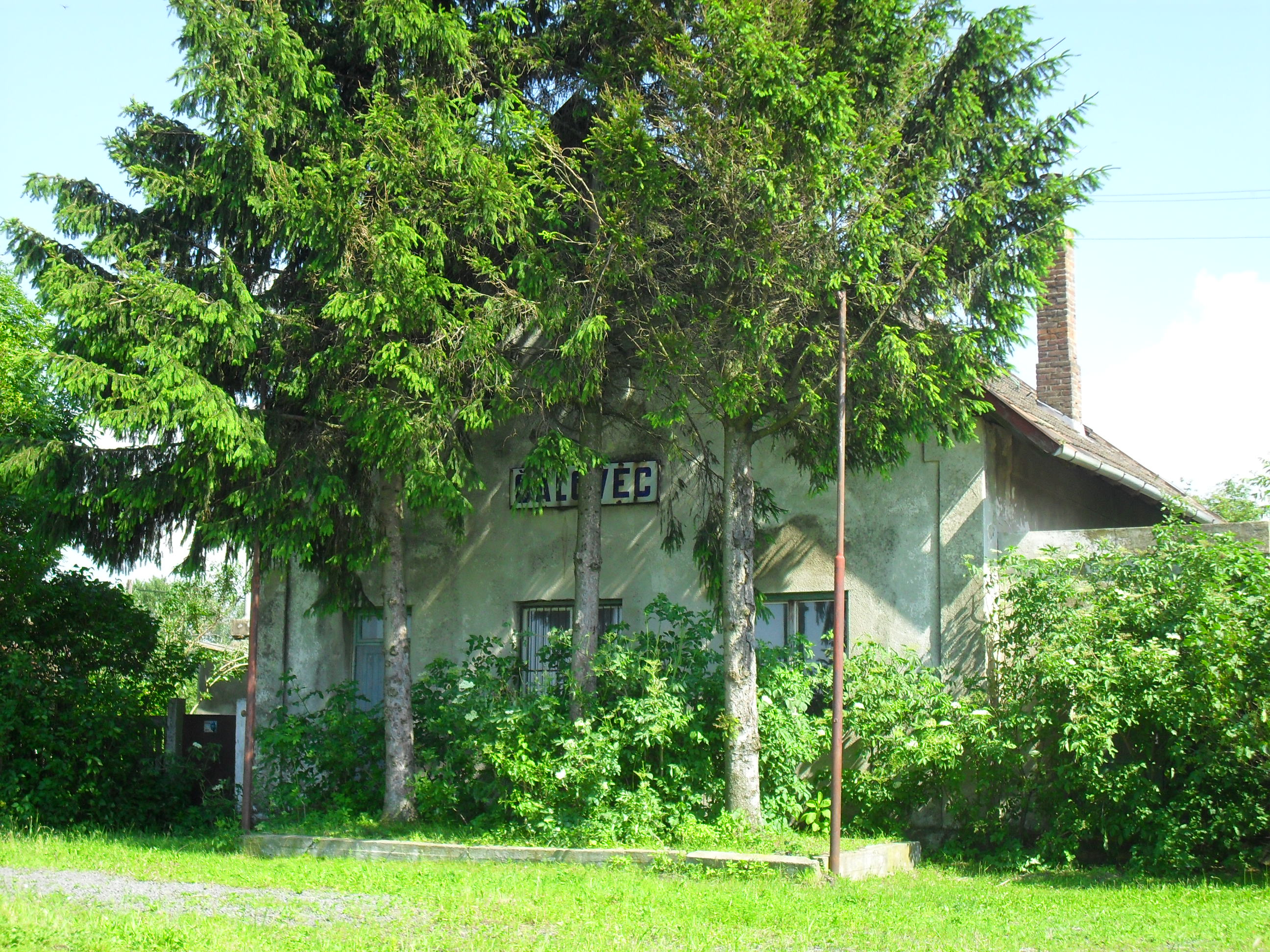
Megyercs
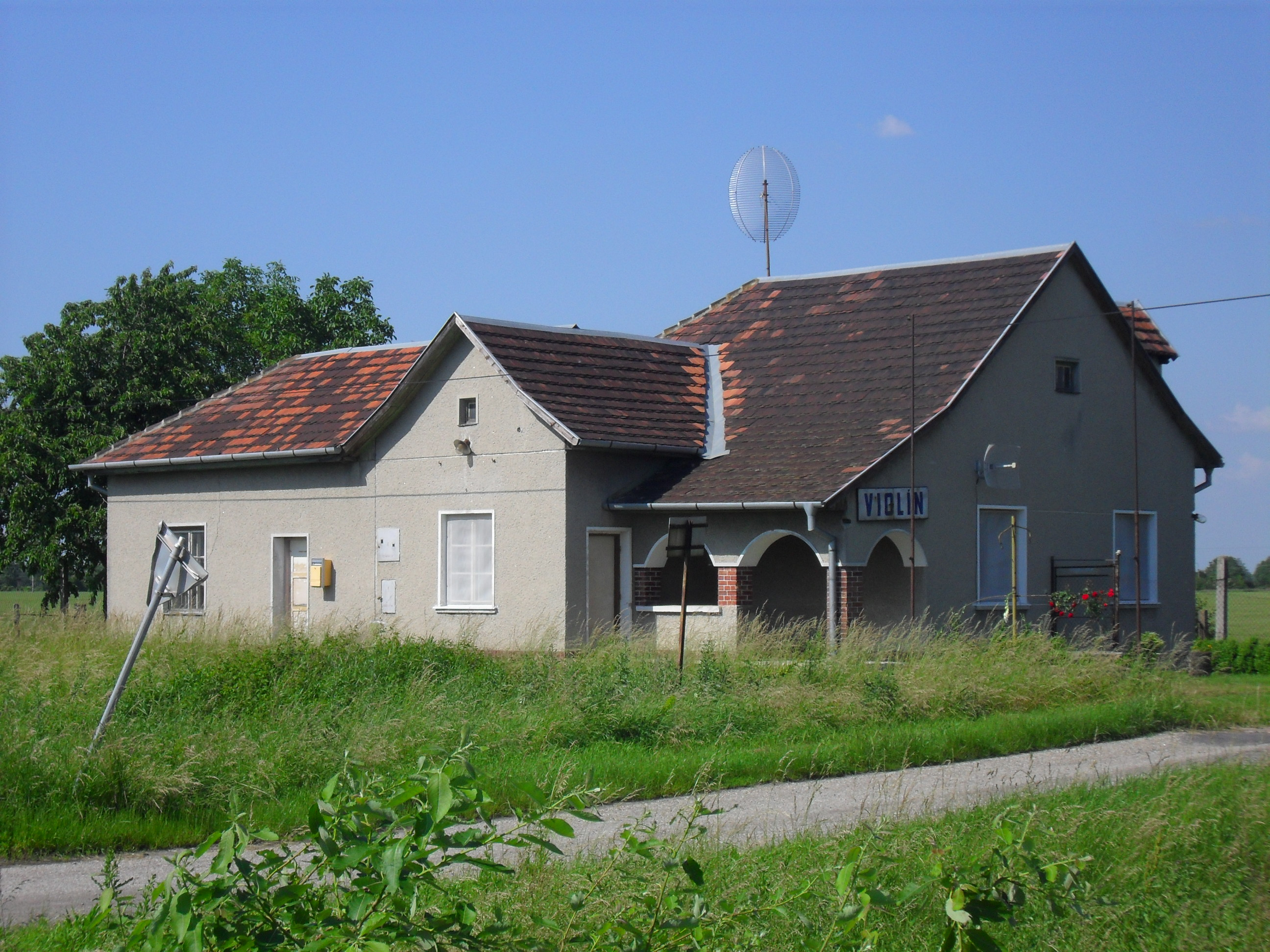
Hegedűspuszta
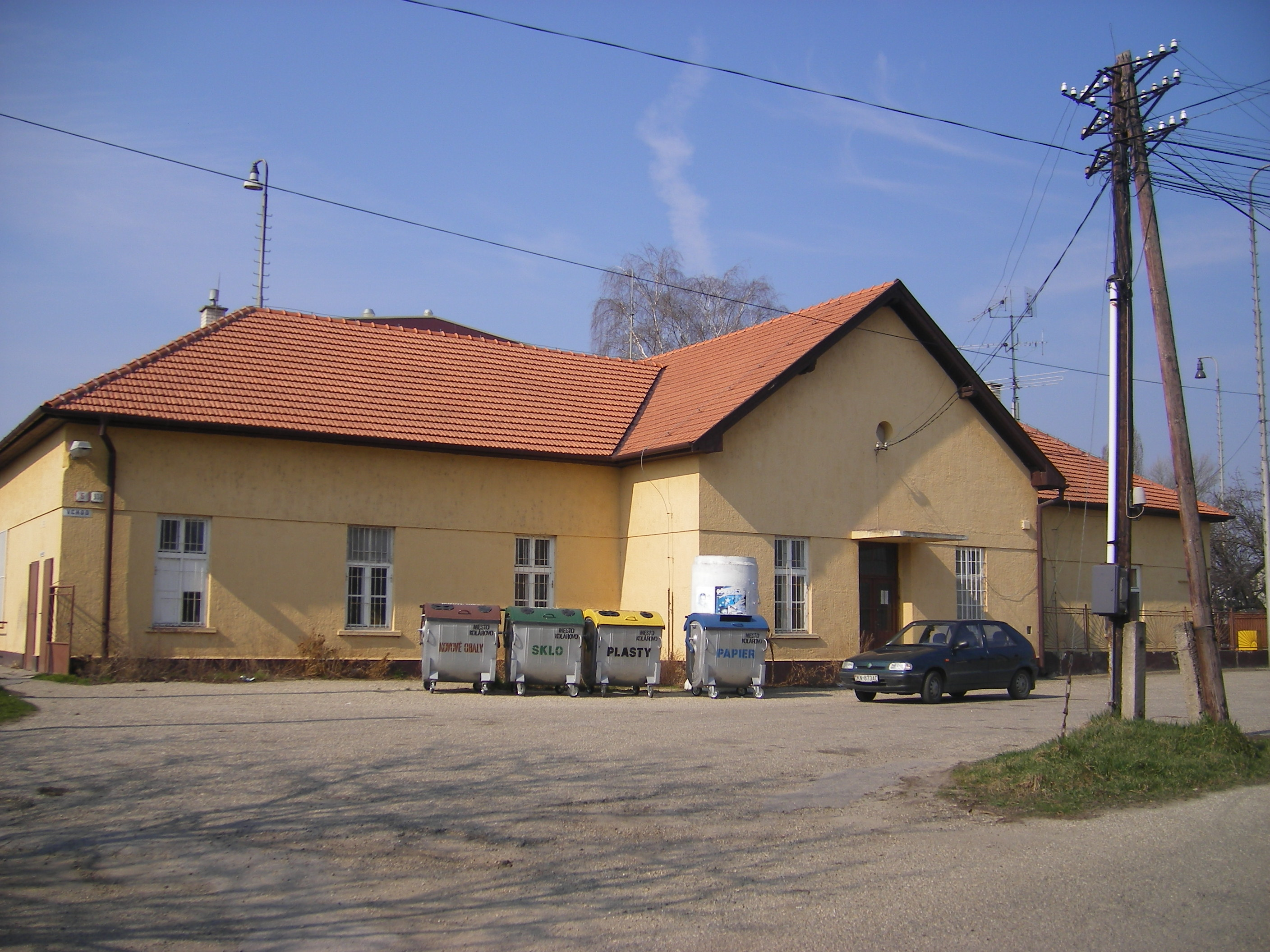
Gúta

## Külső hivatkozások
- De ha nem indul a vonat – Új Szó, 2002. november 27.
- Az állomások képei – Vasútállomások.hu
- Szabó Eszter: A csallóközi vasút története a kezdetektől 1918-ig PDF In: Fórum, 6. évf. (2004) 4. szám.
- A vasútvonal adatai – Vlaky.net (szlovákul)
- Németh István: Volt egyszer egy gútai vasút. 1. rész és 2. rész – Dunatáj, 2014. augusztus 18. és 26.